# Emómalí-ji Rahmón

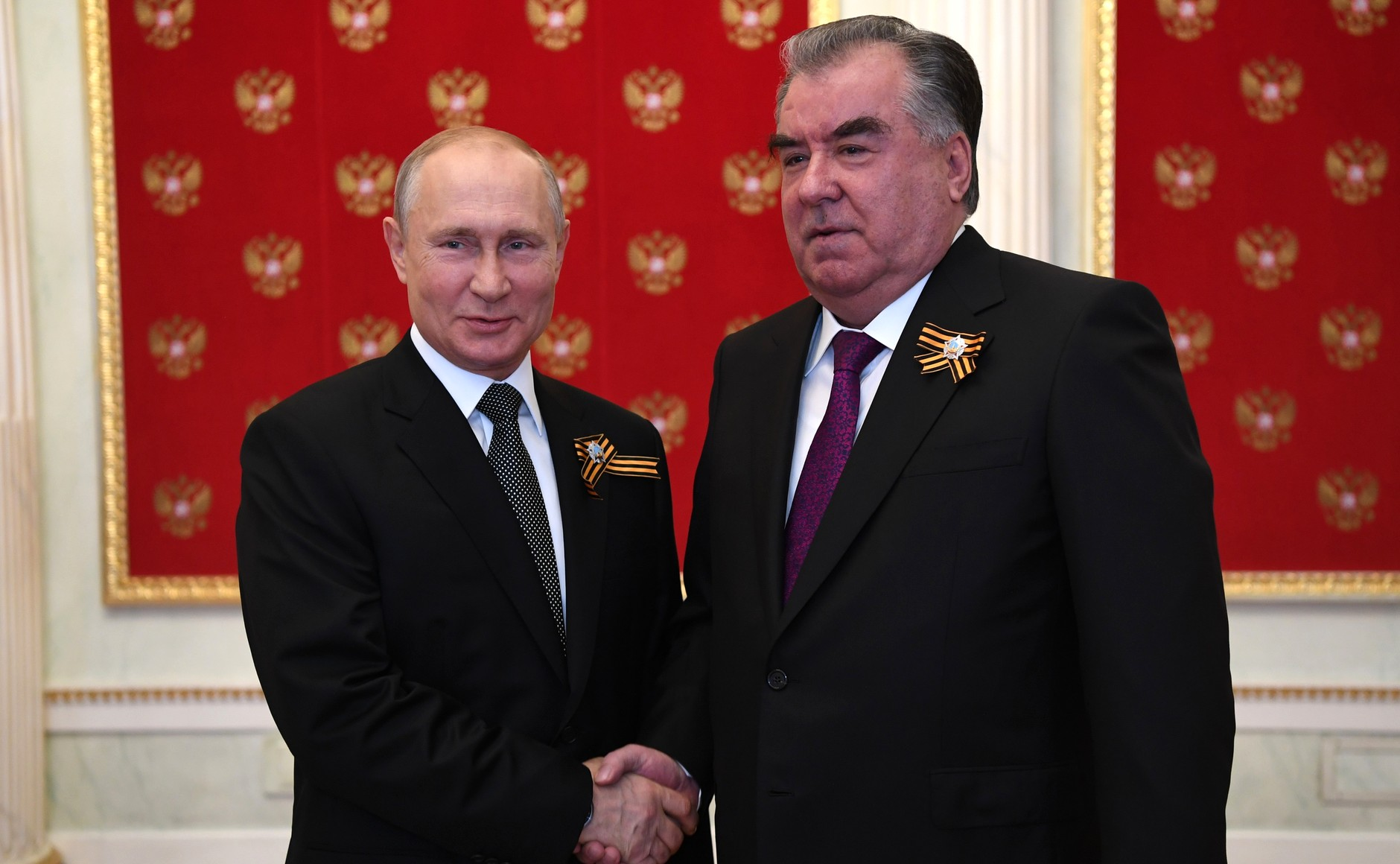
Emómalí-ji Rahmón a Vladimir Putin v roce 2020

Emómalí-ji Rahmón (tádžicky Эмомалии Раҳмон, Emomalii Rahmon v persko-arabské grafice امام‌علی رحمان; rusky Эмомали Рахмон, Emomali Rachmon; * 5. října 1952 v Kůlóbu, rus. Kuljab), dříve Emómalí Šarifovič Rahmónov (Эмомалӣ Шарифович Раҳмонов; Эмомали Шарифович Рахмонов) je současný prezident Republiky Tádžikistán. Ve své funkci působí od 6. listopadu 1994, v čele země je však již od 20. listopadu 1992. Je předsedou Lidově demokratické strany Tádžikistánu, která má největší procento křesel v tamním parlamentu.
Je hlavou tádžického autoritářského režimu s prvky kultu osobnosti, od roku 2017 musí být ve státních médiích titulován jako zakladatel míru a národní jednoty, vůdce národa, prezident republiky Tádžikistán, jeho Excelence Emómalí-ji Rahmón. V jeho zemi neexistuje nezávislá opozice ani svobodná média, velmi rozšířená je korupce a nepotismus, je nejchudší ve Střední Asii, remitence od Tádžiků pracujících v zahraničí tvoří polovinu HDP.
Členové jeho rodiny jsou v různých vysokých státních funkcích, jeho syn Rustam je předsedou dolní komory parlamentu a starostou Dušanbe. Také vzdálenější členové rodiny a krajané z rodného okresu zastávají mnohé klíčové funkce, klanové struktury hrají v zemi důležitou roli.

## Život
Narodil se v roce 1952 jako Emómalí Šarifovič Rahmónov do rodiny zemědělců ve městě Danghara. Na učilišti se v roce 1969 vyučil elektrikářem. V letech 1971 až 1974 byl na vojně, sloužil v Tichooceánském loďstvu. Poté pracoval jako elektrikář v továrně, v roce 1976 se stal tajemníkem místního JZD a začal při práci studovat ekonomickou fakultu Tádžické národní univerzity. V roce 1982 univerzitu úspěšně vystudoval a vstoupil do Komunistické strany Sovětského svazu. Jako aparátčík následně stoupal v politických i pracovních pozicích, roku 1990 byl zvolen poslancem Nejvyššího sovětu Tádžické SSR.

### Změna jména
V březnu 2007 Rahmón prohlásil, že si nechá změnit své jméno na Rahmón, vypuštěním ruské koncovky „-ov“ (tj. původní rusko-tádžická varianta jména zněla Rahmónov), což také následně požadoval i po ostatních Tádžicích jako výraz návratu k původním kulturním kořenům. Rahmón si také v souladu se spojováním křestních jmen s příjmením v (klasické) perštině přidal na konec svého křestního jména Emómalí tzv. ezáfetovou konstrukci, tedy „spojovník“ -ji, což odkazuje na perské „Emómalí z (rodiny) Rahmónů“. V českém přepisu jména je možné ezáfetovou konstrukci vypouštět, ezáfet se však neužívá při skloňování tohoto jména v češtině: Emómalí(-ji) Rahmón, gen. Emómalího Rahmóna apod.
Od dubna 2016 pak zakázal občanům dávat dětem ruská jména.

### Tituly
Od roku 2015 je titulován vůdce národa, v dubnu 2017 vstoupilo v platnost další pravidlo, které státním médiím nařídilo pro prezidenta používat titul zakladatel míru a národní jednoty, vůdce národa, prezident republiky Tádžikistán, jeho Excelence Emómalí-ji Rahmón.

## Politická kariéra
Během protivládních protestů v roce 1992 byl tehdejší prezident Rahmón Nabíjev nucen v obavě o svůj život odstoupit. Úřadu se v srpnu téhož roku následně ujal Akbaršó Iskandarov, který působil ve funkci úřadujícího prezidenta až do listopadu, kdy byl nucen rezignovat v důsledku občanských nepokojů. Po následném zasedání nejvyššího sovětu byla funkce prezidenta zrušena a moc přešla na tehdejšího předsedu parlamentu Emómalího Rahmónova.
Během občanské války v letech 1992–1997 se proti Rahmónově vládě postavila Sjednocená tádžická opozice, což mělo za následek cca 100 000 mrtvých. Rahmón přežil také pokus o atentát v dubnu 1997 v Chudžandu a odolal dvěma pučům v srpnu 1997 a listopadu 1998.
6. listopadu 1994 byl zvolen do nově vytvořené funkce prezidenta Tádžikistánu. V listopadu 1999 byl s 97 % hlasů znovuzvolen na sedmileté volební období. 22. června 2003 vyhrál referendum, které mu povoluje se ještě dvakrát ucházet o funkci prezidenta, jelikož by to dle tehdejších zákonů ve volbách v roce 2006 již nebylo možné. Opozice nicméně považuje toto referendum za zfalšované. Rahmón byl znovuzvolen v poněkud kontroverzních volbách 6. listopadu 2006, kdy podle oficiálních výsledků získal 79 % hlasů. Ve funkci byl potvrzen i v příštích volbách, konaných 6. listopadu 2013.
V květnu 2016 uspořádal referendum, ve kterém občané více než 96 % schválili určité ústavní změny. Jednou z nich bylo to, že přestal platit limit funkčních období, což umožnilo Rahmónovi kandidovat i ve volbách v roce 2020 a setrvat tak ve funkci doživotně. Zároveň byl však snížen minimální věk požadovaný ke kandidatuře na prezidenta z 35 na 30 let, což vedlo ke spekulacím, že se v případě zhoršení Rahmónova zdraví bude o úřad ucházet jeho syn Rustam Emómalí. Tomu bylo v říjnu 2020 v době konání voleb již 32, avšak nakonec kandidoval již popáté Rahmón. Tentokrát získal 92 % hlasů.

### Náboženství
Je hluboce věřící sunnitský muslim, avšak bojuje proti přílišným veřejným projevům oddanosti islámu, například nošení hidžábu či nadměrnému růstu vousů. V roce 2015 dokonce přikázal 13 tisícům mužů se oholit, protože dlouhé a neupravené vousy považuje za symbol radikálních názorů.

### Rodina

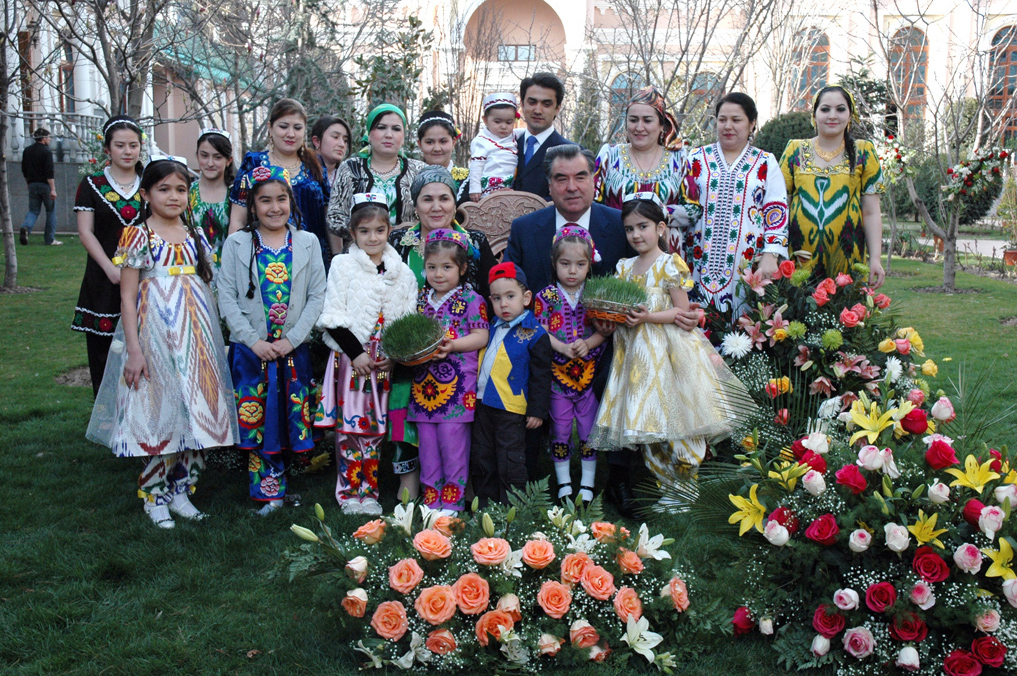
Emómalí-ji Rahmón se členy své rodiny

S manželkou Azizmo má sedm dcer a dva syny, celkově tedy devět dětí. Jeho dcera Ozoda je od ledna 2016 šéfkou prezidentovy administrativy a od května téhož roku senátorkou, jeho syn Rustam byl ve 29 letech jmenován starostou Dušanbe, od dubna 2020 předsedou Národního shromáždění. Oba jsou považováni za možné nástupce svého otce ve funkci hlavy státu.

## Vyznamenání
- Hrdina Tádžikistánu – Tádžikistán, 1999
- Řád přátelství I. třídy – Kazachstán, 4. října 2002 – za velký osobní přínos k rozvoji kazašsko-tádžských vztahů a za usnadnění vytváření vzájemně prospěšných politických, hospodářských a kulturních vazeb mezi oběma státy a jejich národy[2]
- Řád knížete Jaroslava Moudrého I. třídy – Ukrajina, 3. prosince 2008 – udělil prezident Viktor Juščenko za významný osobní přínos k posíle ukrajinsko-tádžských vztahů[12]
- velkokříž Řádu tří hvězd – Lotyšsko, 9. července 2009
- Řád za zásluhy – Ukrajina, 2011 – udělil prezident Viktor Janukovyč za zásluhy a jeho mimořádný přínos k posílení mezistátních vztahů mezi Ukrajinou a Tádžikistánem[13][14]
- Řád Hejdara Alijeva – Ázerbájdžán, 11. července 2012 – udělil prezident Ilham Alijev za zvláštní zásluhy při rozvoji přátelství a spolupráce mezi Tádžikistánem a Ázerbájdžánem[15]
- Řád Srbské republiky II. řádu – Srbsko, 2013
- Řád Alexandra Něvského – Rusko, 2017 – za přínos k posílení vztahů mezi zeměmi a posílení míru ve středoasijské oblasti[16]
- Řád Parasat – Kazachstán, 14. března 2018[17]
- Řád „Úcta k zemi“ – Uzbekistán, 16. srpna 2018 – za vynikající osobní přínos k posílení staletých přátelských vztahů, za prohloubení dobrých sousedských vztahů plných vzájemného porozumění, za rozšíření mnohostranných kulturních, humanitárních, duchovních a ekonomických vazeb mezi oběma zeměmi, za skvělé zásluhy o rozvoj komplexní spolupráce mezi Uzbekistánem a Tádžikistánem, za iniciativu směřující k zajištění bezpečnosti, míru a stability v regionu[18]
- Řád zlatého orla – Kazachstán, 2023 – udělil prezident Kasym-Žomart Kemeluly Tokajev[19]
- Pamětní medaile 10. výročí hlavního města Astany – Kazachstán
- Řád Mubáraka Velikého – Kuvajt[20]
- Řád Pákistánu – Pákistán